# Phyllonorycter fragilella
Espèce
Synonymes
- Lithocolletis fragilella Frey & Boll, 1878
- Phyllonorycter trifasciella (Frey & Boll, 1873)

Phyllonorycter fragilella est une espèce nord-américaine de lépidoptères (papillons) de la famille des Gracillariidae.

## Description
L'imago a une envergure de 8.5 à 9 mm.

## Répartition
On trouve Phyllonorycter fragilella au Canada (Québec) et aux États-Unis (Texas, Maine, Michigan, New York, Massachusetts, Illinois et Wyoming).

## Écologie
Les chenilles consomment les plantes des genres Lonicera (notamment Lonicera sempervirens et Lonicera × bella (en)), Symphoricarpos (notamment Symphoricarpos orbiculatus (en)) et Chiococca alba (en). Elles minent les feuilles de leur plante hôte. La mine a la forme d’une mine tentiforme sur la face inférieure de la feuille.